# Томаш Махач
Томаш Махач (чеськ. Tomáš Macháč) — чеський тенісист, олімпійський чемпіон.
Золоту олімпійську медаль та звання Махач завоював в міксті на Паризькій олімпіаді 2024 року, граючи в парі з Катержиною Сіняковою.

## Значні фінали

### Фінали олімпійських турнірів

#### Парний розряд: 1  четверте місце
| Результат      | Рік  | Турнір                          | Поверхня | Партнер       | Супротивники          | Рахунок  |
| -------------- | ---- | ------------------------------- | -------- | ------------- | --------------------- | -------- |
| четверте місце | 2024 | Літні Олімпійські ігри, Франція | Грунт    | Адам Павласек | Тейлор Фріц Томмі Пол | 3–6, 4–6 |

#### Мікст: 1 золота медаль
| Результат | Рік  | Турнір                   | Поверхня | Партнер            | Супротивники             | Рахунок          |
| --------- | ---- | ------------------------ | -------- | ------------------ | ------------------------ | ---------------- |
| Золото    | 2024 | Літня Олімпіада, Франція | Грунт    | Катержина Сінякова | Ван Сіньюй Чжан Чжічжень | 6–2, 5–7, [10–8] |

## Фінали турнірів ATP

### Одиночний розряд: 2 (1 титул, 1 поразка)
| Легенда                |
| ---------------------- |
| Grand Slam             |
| ATP Masters 1000 (0–0) |
| ATP 500 Series (1–0)   |
| ATP 250 Series (0–1)   |

| За поверхнею |
| ------------ |
| Хард (1–0)   |
| Грунт (0–1)  |
| Трава (0–0)  |

| Фінали за умовами |
| ----------------- |
| Під небом (1–1)   |
| В залі (0–0)      |

| Результат | В–П | Дата     | Турнір                  | Статус     | Поверхня | Супротивник                | Рахунок       |
| --------- | --- | -------- | ----------------------- | ---------- | -------- | -------------------------- | ------------- |
| Поразка   | 0–1 | Тра 2024 | Geneva Open, Швейцарія  | 250 series | Грунт    | Каспер Рууд                | 5–7, 3–6      |
| Перемога  | 1–1 | Лют 2025 | Abierto Mexicano Telcel | ATP 500    | Тверде   | Алехандро Давидович Фокіна | 7–6(8–6), 6–2 |

### Пари: 1 титул
| Легенда              |
| -------------------- |
| Grand Slam           |
| ATP Masters 1000     |
| ATP 500 Series       |
| ATP 250 Series (1–0) |

| За поверхнею |
| ------------ |
| Хард (1–0)   |
| Грунт (0–0)  |
| Трава (0–0)  |

| Фінали за умовами |
| ----------------- |
| Під небом (0–0)   |
| В залі (1–0)      |

| Результат | В–П | Дата     | Турнір           | Статус     | Поверхня | Партнер       | Супротивники                              | Рахунок  |
| --------- | --- | -------- | ---------------- | ---------- | -------- | ------------- | ----------------------------------------- | -------- |
| Перемога  | 1–0 | Лют 2024 | Open 13, Франція | 250 series | Хард (з) | Чжан Чжічжень | Патрік Ніклас-Сальмінен Еміль Руутсувуорі | 6–3, 6–4 |